# فوزي العنتيل

فوزي العنتيل (1924م - 1981م) شاعر وباحث مصري متخصص في الفولكلور. ولد في قرية علوان في محافظة اسيوط، واسمه الكامل (محمد فوزي بن محمد أحمد سليمان العنتيل). ويعد من جيل الحداثة الشعرية في مصر.

## التعليم والعمل
- تخرج في كلية دار العلوم ودرس الفلوكلور في أيرلندا.
- حفظ القرآن الكريم في كتّاب القرية، والتحق بالتعليم الأولي ثم بمعهد أسيوط الديني، وحصل فيه على شهادة الثانوية الأزهرية (1946).
- ثم التحق بكلية دار العلوم، وتخرج فيها (1951).
- ثم التحق بمعهد التربية العالي للمعلمين، وحصل فيه على دبلوم التربية وعلم النفس (1952).
- ثم نال شهادة في الفولكلور من الجامعة القومية بدبلن في أيرلندا (1961).
- عمل بالتدريس في مصر، ثم انتقل إلى المجلس الأعلى للفنون والآداب والعلوم الاجتماعية (1956) سكرتيرًا للجنة الشعر، وتدرج في وظائف المجلس حتى وصل إلى درجة مدير عام الشؤون الفنية، ثمّ انتدب لوظيفة مدير عام تحقيق التراث في الهيئة المصرية العامة للكتاب، وظل بها مدة عامين، حيث وافاه الأجل.
- تولى إدارة مركز تحقيق التراث بهيئة الكتاب.[3]

### عمله خارج مصر
- عاش في مصر، وإيرلندا والمجر ونيجيريا وزار عددًا من البلاد الأوروبية ومعظم الأقطار العربية.
- انتدب أثناء عمله بالمجلس للعمل أستاذًا بجامعة أبيدجان في نيجيريا، ولظروفه الصحية لم يمكث أكثر من عام، فعاد (1972).
- انتدب للعمل أستاذًا زائرًا بكلية الآداب بجامعة بودابست بالمجر.
- كان عضو لجنة الشعر ولجنة الدراسات الأدبية بالمجلس الأعلى للفنون والآداب والعلوم الاجتماعية، وعضو اتحاد الكتاب، وعضو مجلس تحرير مجلة الثقافة، ورئيس المكتب التنفيذي لمشروع المكتبة العربية وعضو لجنة التراث بالهيئة المصرية العامة للكتاب وسكرتير لجنة الفنون الشعبية.[4]

## شاعريته
شاعر مجدد، ينتمي شعره إلى مدرسة الشعر التفعيلي الحر مع التنويع بين توزيع القافية عبر الأسطر الشعرية، أو التحرر منها تمامًا، أو اللجوء لنظام المقطوعات، ويبدو في دواوينه ارتباطه بالقرية وبالطبيعة، واهتمامه بالطابع الإنساني العام والتعبير عن المشاعر الإنسانية، والميل نحو الرمز والعمق الدلالي، والتكثيف واختزال القصيدة، وتقسيمها إلى مقاطع: إما باستخدام الأرقام، أو الفواصل النجمية. في بعض قصائده اتكاء على التراث والتناص معه بمستوياته النصوصية الشعرية المتنوعة .ومن أهم دواوينه عبير الأرض ورحلة في أعماق الكلمات.

## الإنتاج الشعري
صدر له الدواوين التالية:
- «عبير الأرض» - دار الفكر العربي - القاهرة 1956، وأعادت طبعه الهيئة المصرية العامة للكتاب - القاهرة 1975،
- «رحلة في أعماق الكلمات» - دار المعارف - القاهرة 1980،
- «الأعمال الكاملة»، فوزي العنتيل - في مجلدين - الهيئة المصرية العامة للكتاب - القاهرة 1995، ويضم المجلد الأول ديوانيه، والمجلد الثاني يضم الشعر المترجم،

وله ديوان بعنوان «الجنة الضائعة» مخطوط في مئة ورقة، أثبت عليه الشاعر بنفسه تاريخ: 1950 - 1951 بحوزة أسرته.

## الأعمال الأخرى
له مسرحيتان مترجمتان من الأدب الإيرلندي هما:
- «المحراث والنجوم»
- «ورود حمراء من أجلي»

وعدد من الكتب المطبوعة منها:
- «الفلكلور ما هو؟» - دار المعارف - مصر 1965، وله طبعة عن دار نهضة مصر - 1977،
- «التربية عند العرب: مظاهرها - اتجاهاتها» - الهيئة المصرية العامة للكتاب - القاهرة 1966،
- «الحرية والحب» - المؤسسة العامة للتأليف والنشر - القاهرة 1968،
- «عالم الحكاية الشعبية» - دار المريخ للنشر - الرياض 1983،
- حقق جزءًا من «نهاية الأرب» الهيئة المصرية العامة للكتاب - القاهرة 1985،
- «بين الفلكلور والثقافة الشعبية» - الهيئة المصرية العامة للكتاب - القاهرة 1987.[6]

## دوره في حفظ التراث الشعبي
"في نهاية الخمسينات من هذا القرن اجتذب الفن الشعبي أو الفلكلور اهتمام شاعر مرموق وهو الشاعر فوزي العنتيل، وكان هذا الفرع المهم من فروع المعرفة الإنسانية قد خطا خطوات فسيحة في الغرب بينما كان لا يكاد يحظى بالالتفات من جانب مؤسساتنا الثقافية أو جامعاتنا أو باحثينا، ولكن ظهور بعض الرواد في هذا المجال من أمثال: الدكتور فؤاد حسنين علي والدكتور عبد الحميد يونس، وأحمد رشدي صالح جمع الشباب على البحث في هذا الميدان، وقد شهدت البحوث والدراسات منذ الستينيات تطورا كبيرا خصوصا بعد إنشاء المركز الخاص بالتراث الشعبي الذي قام العاملون فيه بجمع مواد هائلة في مجال القصص والأساطير والأمثال والملاحم الشعبي.
وفوزي العنتيل ذهب إلى أوروبا في بعثة لدراسة الفن الشعبي، وكان قد أصدر ديوانه عبير الأرض ولكنه تحول بكل طاقته إلى دراسة هذا الفن المثير الذي كان وما يزال من أهم مصادر الإبداع الأدبي في أوروبا وفي العالم العربي كذلك
وهو فن جدير بالعناية الفائقة من جانب الدارسين حتى تتضح لنا مناهج بحثه وطرق جمعه وأساليب استلهامه في الإبداع الشعري والمسرحي والروائي والقصصي، وفي محاولة لتأصيل البحث وصبغه بالصبغة الأكاديمية قدم فوزي العنتيل هذه الدراسة العلمية بعنوان عالم الحكايات الشعبية حيث تناول المفاهيم الأساسية لهذه الحكايات وتصنيفها، فعرض في الفصل الأول لضروب القصص الشعبي والأسطوري وقصة الخوارق وحكايات الجنيات والحكاية الرومانسية والحكايا المرحة والطرائف والنوادر وحكايات الكذب والمبالغات.
أما الفصل الثاني فكرسه لحكايات الحيوانات وتطورها ومصادر حكاية الحيوان في التراث الأدبي والحكاية التعليمية والخرافة وملحمة الحيوان وقصص الحيوان العربية والخرافات الأدبية.
أما الفصل الثالث فدرس المؤلف فيه كيفية تصنيف الحكايات ومدارس الحكايات، وفي القسم الثاني من الكتاب يتناول المؤلف تصور الحكايات الشعبية للعالم الآخر والأسفار الخيالية إلى هذا العالم والتأثير العربي في العصور الوسطى، والتأثير الإسلامي في أدب الرحلة إلى العالم الآخر، ثم تناول المؤلف قوى السحر في الحكايات كما تناول المثل العليا في الحكايات الشعبية مثل الوفاء والصدق والأمانة من خلال مجموعة من النماذج من التراثين الأوروبي والعربي.
ويرى المؤلف فوزي العنتيل: أن القصص لون من ألوان النشاط الإنساني المعروف من أقدم العصور وقد لعب دورا مهما في حياة الشعوب، وفي مختلف الحضارات ليس فقط بسبب إنه يمثل الصورة الأدبية والفنية للتراث الشعبي الذي يتلقاه الناس جيلا عن جيل آخر، ولكن أيضا لأنه أكثر صور الإبداع الشعبي نفاذا إلى الوجدان وتأثيرا في جمهور المتلقين مهما اختلفت ثقافتهم وبيئاتهم، ويقدم تعريفا علميا يرتكز على الدراسات الأدبية لمفهوم الحكاية الشعبية، فيقول:
يستخدم مصطلح الحكاية الشعبية للإشارة إلى الحواديت أو الحكايات الجنيات مثل سندريللا وسنو هوايت، كما يستخدم كذلك بمعنى أكثر اتساعا ليشمل جميع أشكال المرويات النثرية التي توارثتها الأجيال سواء كانت مدونة أو شفاهية والمفهوم بهذا التحديد ينطبق على أشكال متنوعة من القصص مثل الأساطير عند الشعوب البدائية والحكايات الاطارية المتقنة في ألف ليلة وليلة، وبعض الحكايات الأخرى، على أن السمة الأساسية للحكاية الشعبية هي كونها مأثورة، وعلى هذا فمن الممكن تلخيص مفهوم الحكاية الشعبية بأنها: الحكاية النثرية التي انتقلت من جيل إلى آخر سواء كانت مدونة أو اعتمدت على الكلمة المنطوقة. ويقول طومسون: إنه على عكس الجهد الذي يبذله مؤلف القصة الحديثة أو القصة الأدبية بحثا عن الأصالة والابتكار في معالجة القصة والحبكة فإن راوي الحكاية الشعبية فخور بأن يقدم ما تلقاه عن السلف السابق عليه أما أنواع الحكايات الشعبية فهي كثيرة ومتنوعة منها حكايات الجنيات وهي تطلق على القصص الشعبية فهي كثيرة ومتنوعة منها حكايات الجنيات وهي تطلق على قصص نثرية مليئة بالجزئيات والتفاصيل والأحداث، ويرى المطلع الألماني لمثل هذه القصص انه يبدو لأول وهلة أن هذه القصص تدور حول بطلات أو أبطال من الجن، ولكن المدهش أن الغالبية العظمى من هذه الحكايات ليس فيها جنيات، وقد وجد عددا كبيرا من حكايات الجنيات التي تماثل من نواح كثيرة حكايات الجان الأوروبية والآسيوية بين الشعوب البدائية، كما أن كثيرا من حكايات الجنيات الأوروبية اقترضته شعوب أخرى وإلى جانب هذه الحكاية هناك الحكاية الرومانسية وهي قصة قصيرة تدور أحداثها في عالم الواقع في زمان ومكان محددين، وهي تستخدم في الغالب الوحدات المألوفة للحكاية الشعبية، وبالرغم من أن العجائب والأحداث الخارقة تظهر فيها إلا أنها يقصد بها أن تستدعي تصديق السامعين على نحو يوحي بالواقعية ومن أمثلة الحكاية الرومانسية ومغامرات السندباد البحري وحكاية علي بابا والأربعين حرامي وحكاية رطل من اللحم التي استخدمها شكسبير في مسرحية تاجر البندقية، ثم هناك الحكاية المرحة وهي قصة قصيرة ساخرة بسيطة البناء وتدور عادة حول الحياة اليومية ويطلق عليها أسماء مختلفة منها الدعابة والطرفة الساخرة وقد تكون في بعض المناطق حكاية من حكايات الحيوان ولكن أبطالها في الغالب من الآدميين، أما الحكايات نفسه فقد تكون قصصاً عن الحمقى وقد يكون موضوعها الخداع وربما تكون منطوية على موضوعات بذيئة. 
وهناك نوع من القصص يسمى الطرائف والنوادر، وهي حكاية تتألف من حادثة واحدة وتوجد منفصلة في حلقات وربما وجدت كعناصر في مرويات أكثر طولا وهناك حكايات الحمقى والمهارة والاحتيال وحكايات الاحتيال، والحكايات المتراكمة وهي نمط يعتمد على السرد التكرار التراكمي مثل حكاية السيدة العجوز وخنزيرها: وخلاصتها أن الخنزير يرفض أن يقفز على مرقى سياج الحظيرة فتطلب العجوز من الكلب أن يعض الخنزير ولكن الكلب يرفض أن يعض الخنزير والعصا ترفض أن تضرب الكلب والنار ترفض أن تحرق العصا والماء يرفض أن يطفئ النار والثور يرفض أن يشرب الماء والقصاب يرفض أن يذبح الثور والحبل يرفض أن يشنق القصاب وهكذا تعود الحكاية متراجعة مرة أخرى عندما تحصل القطة على بعض اللبن من البقرة فتهاجم الفأر، والفأر يبدأ أن يقرض الحبل والقصاب يبدأ في ذبح الثور والثور يبدأ في شرب الماء وهكذا حتى يفزع الخنزير في النهاية فيقفز فوق سياج الحظيرة، وهناك حكاية السلسلة، وهي تعتمد على سلسلة معينة من الأرقام أو أيام الأسبوع أو الأحداث في علاقة محددة، ثم الحكاية التي لا تنتهي، وهي نوع من الحكايات الساخرة التي تقوم على السرد والتكرار. لقد استطاع الشاعر فوزي العنتيل أن يقدم إضافة حقيقية إلى عالم التراث الشعبي من خلال عالم الحكايات الشعبية".